# Catena Orientale
La Catena Orientale (in russo Восточный хребет, Vostochnyi chrebet) è una catena montuosa della Kamčatka orientale, sollevatasi in seguito a movimenti molto recenti e costituita da un certo numero di catene singole con pendici occidentali ripide e pendici orientali che digradano più dolcemente. Si estende per 600 km di lunghezza e 60 di larghezza.
La parte meridionale della catena (il massiccio dei monti Ganal’skii) è formata da un horst dalla cresta frastagliata (culminante a 2277 m); è composta da gneiss, arenarie cristalline del Precambriano e del Paleozoico inferiore e da graniti ed effusioni più recenti. Il nucleo principale della catena, costituito da pieghe cenozoiche, è l'anticlinale della Kamčatka orientale, che è formato da rocce sedimentarie e vulcaniche (basalti e tufi) del Cretaceo superiore. In prossimità del punto in cui convergono i monti Balaginskii (1794 m) e i monti Tumrok, la Catena Orientale è tagliata in due dalla zona di recente attività vulcanica che caratterizza la parte meridionale della penisola, dove sorgono vulcani come il Kizimen (2485 m). Il vulcano Šišel' (2346 m di elevazione), invece, svetta sui più settentrionali monti Kumroch, attraversati dalla gola del fiume Kamčatka. Sulle pendici della catena crescono foreste aperte e boscaglie, caratterizzate da specie come l'ontano, il pino nano siberiano e il rododendro.